# مفصل توپی
مفصل توپی (انگلیسی: Ball and socket joint) (نام‌های دیگر: مفصل گوی و کاسه‌ای، مفصل کُرَوی (Spheroidal joint)) نوعی مفصل زلاله‌ای در بدن است متشکل از یک سر مدور استخوان بلند که در حفرهٔ استخوان دیگر جای می‌گیرد.
در این مفاصل سر یک استخوان به شکل کره و سر استخوان دیگر به شکل یک کاسه است و این دو استخوان در یکدیگر فرومی‌روند، مانند مفاصل ران و شانه. نوع ساختمان این مفصل مانند قسمتی از کره است و یکی کوژ و دیگری کاو بوده و درون یکدیگر قرار می‌گیرند.
دامنه حرکات در این نوع مفصل که انتهای یکی از استخوان‌ها به صورت کره‌ای است از سایر مفصل‌ها بیشتر است و غالباً از همه طرف انجام می‌گیرد. دامنه حرکتی این مفصل حول سه محور صورت می‌گیرد و دارای قابلیت حرکتی بسیار زیاد می‌باشد: تا شدن / بازشدن، دور شدن / نزدیک شدن، و حرکات چرخشی در این مفصل انجام می‌شود.

## نگارخانه

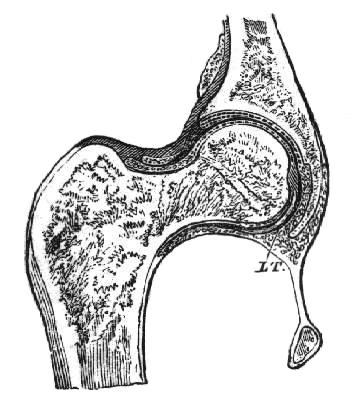